# Alessandro Cambalhota
Alessandro Cambalhota (Teixeira de Freitas, Brasil, 27 de maig de 1973), de nom real Alessandro Andrade de Oliveira, és un exfutbolista brasiler que disputà un partit amb la selecció del Brasil.